# Чемпіонат Польщі з гандболу серед жінок 2022—2023: Суперліга
Чемпіонат Польщі з гандболу серед жінок (Суперліга) 2022/2023 — шістдесят сьомий чемпіонат Польщі, четвертий сезон в рамках професійної ліги.

## Учасники та терміни проведення
У чемпіонаті брало участь 10 команд. Формат чемпіонату розширено, додаткові ліцензії на участь у PGNiG жіночій Суперлізі було надано двом клубам: львівський гандбольний клуб «Галичанка» через призупинення проведення чемпіонату України виявив бажання взяти участь у чемпіонаті Польщі, а клуб «KPR Ruch Chorzow» з міста Хожув минулі сезони виступав у 1-й лізі. Домашні матчі львів'янки проводять в спортивно-відпочинковому комплексі в місті Маркі Варшавської агломерації.
Розпочався чемпіонат 10 вересня 2022 року. Фінальні матчі пройшли 13 травня 2023 р.. У основному етапі всі команди зіграли 90 матчів, 2 матчі з кожним з суперників. Після закінчення основного (регулярного) етапу команди були поділені на групу з шістьох кращих команд (А), які змагались за чемпіонство та «групу вильоту» (Б) з чотирьох команд, які боролись за право участі у Суперлізі наступного сезону чи пониження у класі. Після поділу на групи команди також зіграли по одному домашньому та виїздному матчі з кожним з суперників. У «чемпіонській» групі команди зіграли 10 турів, а у «групі вильоту» — 6 турів. Загалом у сезоні 2022/23 було зіграно 132 матчі.
Фінішуваши на 10-й сходинці «KPR Ruch Chorzow» у наступному сезоні гратиме в Першій лізі. Перемігши «Biowell Handball» (Варшава) у грі за вихід до Суперліги чи пониження в класі, Młyny Stoisław» (Кошалін)  залишається в Суперлізі в наступному сезоні. Також до Суперліги потрапляє команда Першої ліги SWWS Energa Szczypiorno (Каліш).  
- ГК гміни Кобежиці;
- «Рух» Хожув;
- «Młyny Stoisław» Кошалін;
- «MKS FunFloor Perła» Люблін;
- ГК «Ярослав»;
- «Заглембє» Любін;
- «Пйотрковія» Пйотркув-Трибунальський;
- «Urbis» Гнезно;
- «Старт Ельблонг»;
- «Галичанка» Львів.

Після 23 перемог у 23 зіграних матчах команда «Заглембє» (Любін) забезпечила собі дострокове чемпіонство в сезоні — п'яте в історії. «Срібними» призерами стала команла «MKS FunFloor Perła», «бронзовими» — клуб гміни Кобежице.
Бомбардрка турніру — Діана Дмитришин з львівської «Галичанки» — на її рахунку 175 закинутих м'ячів у двадцяти семи зустрічах.

## Турнірна таблиця

### Попередній етап
| №  | Команда                                | І  | В  | Вш | Пш | П  | М       | О  |
| -- | -------------------------------------- | -- | -- | -- | -- | -- | ------- | -- |
| 1  | «Заглембє» (Любін)                     | 18 | 18 | 0  | 0  | 0  | 526:447 | 54 |
| 2  | «MKS FunFloor Perła» (Люблін)          | 18 | 13 | 1  | 1  | 3  | 459:452 | 42 |
| 3  | ГК гміни Кобежице                      | 18 | 13 | 0  | 1  | 4  | 473:505 | 40 |
| 4  | «Пйотрковія» (Пйотркув-Трибунальський) | 18 | 10 | 0  | 0  | 8  | 522:428 | 30 |
| 5  | ГК «Ярослав»                           | 18 | 7  | 2  | 2  | 7  | 453:533 | 27 |
| 6  | «Галичанка» Львів                      | 18 | 7  | 1  | 1  | 9  | 473:479 | 24 |
| 7  | «Старт Ельблонг»                       | 18 | 6  | 0  | 0  | 12 | 440:496 | 18 |
| 8  | «Urbis» (Гнезно)                       | 18 | 5  | 1  | 0  | 12 | 493:499 | 17 |
| 8  | «Młyny Stoisław» (Кошалін)             | 18 | 4  | 1  | 1  | 12 | 493:471 | 15 |
| 10 | «Рух» (Хожув)                          | 18 | 1  | 0  | 0  | 17 | 519:551 | 3  |

Після закінчення основного етапу

### Фінальний етап

#### Група «А»
Підсумкова турнірна таблиця
| № | Команда                                | І  | В  | Вш | Пш | П  | М       | О  |
| - | -------------------------------------- | -- | -- | -- | -- | -- | ------- | -- |
|   | «Заглембє» (Любін)                     | 28 | 28 | 0  | 0  | 0  | 907:629 | 84 |
|   | «MKS FunFloor Perła» (Люблін)          | 28 | 19 | 1  | 2  | 6  | 800:741 | 62 |
|   | ГК гміни Кобежице                      | 28 | 19 | 0  | 2  | 7  | 776:682 | 59 |
| 4 | «Пйотрковія» (Пйотркув-Трибунальський) | 28 | 13 | 0  | 0  | 15 | 789:799 | 39 |
| 5 | ГК «Ярослав»                           | 28 | 9  | 2  | 2  | 15 | 742:763 | 33 |
| 6 | «Галичанка» Львів                      | 28 | 9  | 1  | 1  | 17 | 723:727 | 30 |

#### Група «Б»
Підсумкова турнірна таблиця
| №  | Команда                    | І  | В  | Вш | Пш | П  | М       | О  |
| -- | -------------------------- | -- | -- | -- | -- | -- | ------- | -- |
| 7  | «Старт Ельблонг»           | 24 | 11 | 0  | 0  | 13 | 630:694 | 33 |
| 8  | «Urbis» (Гнезно)           | 24 | 8  | 1  | 1  | 14 | 667:728 | 27 |
| 9  | «Młyny Stoisław» (Кошалін) | 24 | 6  | 1  | 1  | 16 | 582:650 | 21 |
| 10 | «Рух» (Хожув)              | 24 | 2  | 1  | 0  | 21 | 637:768 | 8  |